# Афанасий (Евтич)
Епи́скоп Афа́насий (серб. Епископ Атанасије, в миру Зоран Евтич, серб. Зоран Јевтић; 8 января 1938, Брдарица, Шабац, Мачванский округ, Югославия — 4 марта 2021, Требине, Республика Сербская) — архиерей Сербской православной церкви, епископ Захумско-Герцеговинский и Приморский (1992—1999).

## Биография
Родился 8 января 1938 года в селе Брдарици в Шабацком крае на западе Сербии.
После окончания начальной школы в Драге и гимназии в Шабаце поступил в Белградскую духовную семинарию, которую окончил в июне 1958 года. В сентябре поступил на богословский факультет Белградского университета, но вскоре был призван в армию.
3 декабря 1960 года архимандрит Иустин (Попович) совершил над Афанасием монашеский постриг в монастыре Пустиня под Валевом.
Будучи насельником монастыря Троноша под Лозницей, продолжил учёбу на богословском факультете.
На Богоявление 1961 года рукоположён во иеродиакона. В июне 1963 года защитил диплом. В этом же году на праздник Успения Пресвятой Богородицы рукоположён во иеромонаха.
По окончании богословского факультета подал прошение на имя Священного синода Сербской православной церкви о разрешении продолжить образование в Греции и в феврале 1964 года был направлен патриархом Германом в Богословскую академию на острове Халки (Турция). В Халкинской академии иеромонах Афанасий пробыл до июня 1964 года, после чего переехал в Грецию.
2 июня 1967 года на богословском факультете Афинского университета защитил докторскую диссертацию на тему «Экклесиология апостола Павла по св. Иоанну Златоусту». После защиты диссертации провел ещё один год в Греции, служа в русском храме и занимаясь богословской деятельностью.
Осенью 1968 года отправился в Париж для дальнейшего продолжения научной работы и изучения французского языка в Свято-Сергиевском богословском институте. Спустя год пребывания во Франции назначен преподавателем курса «Введение в теологию и патрологию с аскетикой». Занимал эту должность в течение трёх лет. В последний год своего пребывания в Париже преподавал также историю Церкви византийского периода.
Летом 1972 года вернулся в Югославию. Осенью назначен управляющим дома студентов при богословском факультете. В 1973 году выбран доцентом на кафедру патрологии (церковная литература и мысль Святых Отцов Востока и Запада). Преподавал историю Церкви. Избирался деканом богословского факультета в 1980—1981 и 1990—1991 учебных годах. Во время работы на факультете опубликовал около сотни научных работ. Тогда же начал издаваться его труд «Патрология».
Известность получили его публикации в печати, особенно в печатном органе Сербской церкви «Православие», где он был одним из главных авторов. Уделял особое внимание положению Сербской церкви и сербского народа в Косове и Метохии и других областях СФРЮ. Принимал активное участие в сборе и подготовке исторических документов о сербских новомучениках.
7 июля 1991 года возведён в сан епископа Банатского.
В мае 1992 года назначен на Захолмско-Герцеговинскую кафедру (Босния и Герцеговина).
Из-за начала активных боевых действий на территории Боснии и Герцеговины настолование в Мостаре, где находилась кафедра, стало невозможным и состоялось в Требине на Видовдан 1992 года; кафедра была перенесена в Требине, где находится поныне.
Во время войны владыка Афанасий не покидал свою паству. Неоднократно выступал с критикой политики Запада, США и исламского мира в конфликте на территории бывшей Югославии. Обращался с открытыми письмами к мировым политическим лидерам.
В 1994 году по инициативе епископа Афанасия была открыта Духовная академия святого Василия Острожского в Србине (Республика Сербская, Босния и Герцеговина). Он же стал первым её ректором.
3 декабря 1996 года получил тяжёлую травму позвоночника, после чего подал прошение об увольнении на покой, которое было удовлетворено Священным архиерейским синодом в сентябре 1999 года. На его место был назначен епископ Григорий (Дурич). При этом сам епископ Афанасий остался на покое в монастыре Тврдош под Требине.
13 февраля 2010 года назначен управляющим Рашко-Призренской и Косово-Метохийской епархией со всеми правами и обязанностями правящего архиерея, но уже 20 мая того же года освобождён от управления епархией на основании собственного прошения по состоянию здоровья.
Скончался 4 марта 2021 года.

## Публикации
статьи
- О следовању Светим Оцима // Гласник СПЦ. — 1962. — С. 7-8 — С. 260—270.
- Тајна личности човекове у личности Јована Богослова // Живо Предање у Цркви. — 1962. — C. 223—233.
- Верујем у Једну, Свету, Саборну и Апостолску Цркву. О мерилу Ортодоксије // Гласник СПЦ. — 1963. — № 6. — С. 232—242
- Божанска Литургија Св. Јована Златоуста и Св. Василија Великог — по старом српском (из 15. века) и нашем савременом Служебнику // Христос Нова Пасха IV. — 1963. — C. 581—589.
- Δόγμα καὶ ἦθος εἰς τὴν Ὀρθόδοξον Παράδοσιν («Dogma i moral u Pravoslavnom Predawu») // Θεολογία. — 1968. — № 1. — C. 3-19.
  - Τὸ Ὀρθόδοξο χριστιανικὸ ἦθος // Μαρτυρία Ὀρθοδοξίας (изд. Ἐστία). Атина 1971. — C. 83-103.
  - Православна вера и живот — догма и морал у Православљу // Теолошки погледи. 1973. — № 1.
  - Вера, љубав и нада: православна читанка (приредио А. Ј.), Крњево 1983. — С. 86-112.
- Човек у Богочовеку Христу и нихилизација човека у Сартровом егзистенцијализму // Γρηγόριος Παλαμάς, бр. 53, Солун 1970. — C. 4-30.
  - Човек у Богочовеку Христу и нихилизација човека у Сартровом егзистенцијализму // Гласник СПЦ. 1970. — № 7. — C. 194—205.
- Бог се јави у телу // Гласник СПЦ. 1970. — № 1. — С. 7-8
  - Θεὸς ἐφανερώθη ἐν σαρκὶ // Χριστούγεννα, изд. «Ἀκρίτας», Атина 1982. — С. 11-17
  - Θεὸς ἐφανερώθη ἐν σαρκὶ // Ἀπόστολος Βαρνάβας (Кипар). 1981. — № 12. — С. 380—383
  - Θεὸς ἐφανερώθη ἐν σαρκὶ // Τιμητικὸν ἀφιέρωμα Митрополиту Идре-Спеце-Егине Јеротеју, Идра 1997. — С. 273—277.
- L’Eglise, Orthodoxie et Eucharistie chez St. Irénée de Lyon // Parol et Pain (Paris), 1971. — № 46.
  - Црква, Православље и Евхаристија код Св. Иринеја Лионског // Теолошки погледи. 1972. — № 2. — C. 40-71
- Неколико речи о православној побожности // Календар Свечаник, Минхен 1971. — C. 48-53;
- Учение о Пресвятой Богородице у св. Иоанна Дамаскина // Православная мысль: Труды Православного богословского института в Париже. — Париж : YMCA-PRESS. 1971. — № 2. — C. 40-71.
  - Учение о Пресвятой Богородице у св. Иоанна Дамаскина // Всесвятая. Москва. 2001. — С. 173—210;
  - Учение о Пресвятой Богородице у св. Иоанна Дамаскина // Хрестоматия по сравнительному богословию. — Московское Подворье Свято-Троицкой Сергиевской Лавры, Москва 2005. — С. 641—671.
- Μαρτυρία ορθοδοξίας, Δοκίμια. — Βιβλιοπωλείον της Εστίας. 1971.
- Несколько слов о православном благочестии // Вестник русского христианского движения. — 1971. — № 100 (II). — С. 64-68.
- Παράδοσις καὶ ἀνανέωσις ἐν τῳ θεσμῳ τῶν Οἰκουμενικῶν Συνόδων // Παράδοση-Ἀνανέωση. — Ἱ. Μονὴ Πεντέλης, Атина 1972. — C. 35-81.
- Liturgy and Theology // The Greek Orthodox Theological Review XVII. 1972. — бр. 1.
- Једно писмо о Светом Марку Ефеском, професору Оливију Клеману // Живо Предање у Цркви. 1972. — C. 324—329.
- Увод у теологију кападокидијских отаца о Светоме Духу (PDF). Теолошки погледи. 6 (1): 22–36. 1973.
- Други Васељенски сабор (PDF). Теолошки погледи. 14 (1–3): 81–96. 1981.
- Эсхатон в нашей жизни // Православная община. 1998. — № 44. — С. 52-62
- Хроника страдања Срба на Косову и у Метохији (1941-1989) (PDF). Богословље: Часопис Православног богословског факултета у Београду. 33 (1–2): 55–79. 1989.
- Введение в исихастскую гносеологию // Беседа: религиозно-философский журнал. — 1990. — № 9. — С. 49-72
- О унијаћењу на територији Српске православне цркве (PDF). Теолошки погледи. 24 (1–4): 131–146. 1991.
- Православный экуменизм / пер.: Тимофей (Подобедов), иером. // Церковь и время. М., 1998. — № 4 (7). — С. 63-74.
- «Приступит человек, и сердце глубоко» // Альфа и Омега. — 2002. — № 2 (32). — С. 124—134.
- Каппадокийские отцы // Альфа и Омега. 2003. — № 2 (36). — С. 138—151
- Учение о Пресвятой Богородице у св. Иоанна Дамаскина (О православной феотокологии) // Хрестоматия по сравнительному богословию: учебное пособие для III курса Духовной семинарии. — М. : Издательство подворья Свято-Троицкой Сергиевой Лавры, 2005. — 847 с. — ISBN 5-7789-0166-6. — С. 641—671
- Пролегомены к исихастской гносеологии // Богословские труды. — 2005. — № 40. — С. 74-121.
- Эсхатология в нашей повседневной жизни // Православие в современном мире. — СПб. : Алетейя, 2005. — 204 с. — С. 52-61.
- О Церкви и вечности // Встреча. 2006. — № 1 (22). — С. 35-36.
- Евхаристия в творениях мужей апостольских, мч. Иустина Философа и сщмч. Иринея Лионского // Православное учение о Церковных Таинствах: V Международная богословская конференция Русской православной церкви (Москва, 13-16 ноября 2007 г.). — Т. 2 : Евхаристия: богословие. Священство. — М. : Синодальная библейско-богословская комиссия, 2009. — 446 с. — С. 28-39
- Святейший патриарх Сербский Павел // Вестник русского христианского движения. 2010. — № 196 (I). — С. 96-104
- Покаяние, исповедь и пост: их значение для православного христианина // Советы идущему на исповедь : [сборник статей]. — Минск : Свято-Елисаветинский монастырь, 2011. — 61 с.
- Христологија Севира Антиохијског није православна (PDF). Теолошки погледи. 44 (2): 47–54. 2011.
- Свети Васељенски Сабори: Осми (879–880. г.) и Девети (1351. г.) (PDF). Теолошки погледи. 45 (1): 69–90. 2012.

книги
- Патрологиjа: приручник за студенте. — Београд : Православни Богословски факултет, 1984. — 328 с. ; 24. — (Православна философиjа истине).
- Саборност-католичност Цркве: Зборник чланака православних теолога. — Београд : Богословски факултет СПЦ, 1986. — Vol. 1.
- Страдања Срба на Косову и Метохији од 1941. до 1990. — Приштина : Јединство, 1990.
- Хлеб богословия. — М. : Издательство Сретенского монастыря, 2004. — 112 с.
- Жизнь во Христе: Христианская нравственность, аскетическое предание Церкви и вызовы современной эпохи : VI Международная Богословская Конференция Русской Православной Церкви (Москва, 15 — 18 ноября 2010 г.). — М. : Синодальная библейско-богословская комиссия, 2012. — 830 с. — ISBN 978-5-98604-311-1